# تقارب نقطة بنقطة

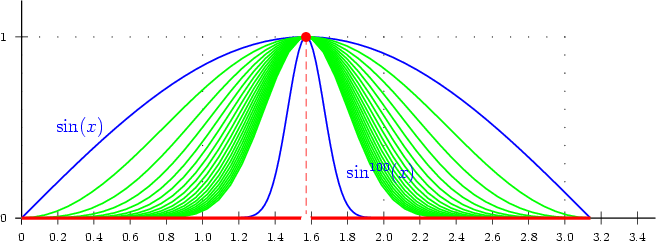

في الرياضيات, التقارب نقطة بنقطة هو معنى من المعاني حيث متتالية دوالٍ تقترب (أو تؤول) إلى دالة ما.